# Вогняне буріння
Вогняне буріння — спосіб буріння, заснований на руйнуванні гірських порід на вибої свердловини високотемпературними газовими струменями, що вилітають з надзвуковою швидкістю з сопел пальника. Вогнеструминний пальник, що являє собою робочий інструмент верстата термічного буріння, складається з форсунки ежекторного типу для подачі рідкого пального в розпорошеному вигляді, камери згоряння, корпуса, сопел, чохла, днища і черевика. 

## Техніка і технологія
В результаті спалювання в камері згоряння висококалорійного палива, що складається з суміші рідкого пального і газоподібного окиснювача (гас — кисень, бензин — стиснене повітря та ін.), утворюються газоподібні продукти, що викидаються з надзвуковою швидкістю з сопел. 
Розрізняють односоплові реактивні пальники з поступально-поворотним рухом уздовж осі свердловини і обертові трисоплові. Оптимальна частота обертання 15-30 об / хв, відстань між зрізом сопла пальника і забоєм свердловини 0,1-0,15 м. Охолодження пальників здійснюється в основному водою, що подається в сорочку камери згоряння, рідше повітрям (пальник ТРВ). Теплові потоки, створювані пальниками, до 42 кДж / м2 • год, швидкість струменів 1800-2200 м / с, температура 1800-2000 ° С при окислюванні стисненим повітрям і до 3500 ° С при окислюванні киснем. Витрата пального 80-130 кг / год, води 3,5 м3 / год, тиск повітря 600-800 кПа. 
Руйнування породи в забої свердловини під дією вогнеструминного пальника відбувається в результаті складної взаємодії надзвукових розпечених струменів і води з породою. Добре піддаються термічному руйнуванню породи, що мають яскраво виражену кристалічну структуру з щільним цементом, масивною структурою, відсутністю або незначною кількістю низкоплавких мінералів, глинистих включень. Продукти руйнування породи видаляються зі свердловини висхідним газовим потоком, утвореним з суміші продуктів згорання і парів води, яка вентилятором викидається в атмосферу. Конструкція верстатів, що використовуються для термічного буріння, визначається їх призначенням і видом застосовуваного окислювача.